# Eisenbahn Amateur
Der Eisenbahn Amateur, abgekürzt EA, ist eine Eisenbahn-Fachzeitschrift, die seit 1947 vom Schweizerischen Verband Eisenbahn-Amateur, abgekürzt SVEA, herausgegeben wird. Der Untertitel lautet Vorbild und Modell – seit 1947.
Die monatlich erscheinende Zeitschrift, mit einer gedruckten Auflage von 9'000 Exemplaren, davon 5'708 verkauft, publiziert vorzugsweise Themen über Schweizer Eisenbahnen, aber auch über Modelleisenbahnen. Die Beiträge werden von ehrenamtlichen Mitarbeitern geschrieben.
Daneben ist EA die offizielle Zeitschrift der im Schweizerischen Verband Eisenbahn-Amateur organisierten Vereine und kann über diese vergünstigt bezogen werden. Verschiedene Artikel erscheinen sowohl in deutscher wie auch in französischer Sprache, einzelne nur in französischer Sprache.